# Emília Kováčová
Emília Kováčová (ur. 8 lutego 1931, zm. 31 grudnia 2020) – słowacka ekonomistka i profesor na Uniwersytecie Ekonomicznym w Bratysławie. Żona pierwszego prezydenta Słowacji Michala Kováča.

## Życiorys
Żona Michala Kováča, który był pierwszym prezydentem Słowacji po rozpadzie Czechosłowacji w 1993 roku. Został wybrany 15 lutego, a inauguracja jego kadencji miała miejsce 2 marca 1993 roku. Jako jego żona Kováčová stworzyła i ustaliła zasady pracy żony prezydenta. Wspierała go podczas wizyt zagranicznych korzystając z dobrej znajomości języka angielskiego. W latach 90. XX wieku nadzorowała renowację Pałacu Prezydenckiego. Podczas kadencji nadal pracowała na Uniwersytecie Ekonomicznym w Bratysławie. W latach 1966–1967 była kierownikiem Katedry Rozwoju Społecznego i Pracy (Katedra sociálneho rozvoja a práce) na Wydziale Ekonomicznym. Zajmowała się problematyką rynku pracy, zatrudnienia i siły roboczej w kontekście rozwoju społeczno-gospodarczego. Pomagając osobom starszym i niepełnosprawnym stworzyła Fundację Emilii Kováčovej. Zmarła w Sylwestra 2020 roku.
Kováčovie mieli dwóch synów Juraja i Michala. Jako rodzice przeżyli koszmar, gdy latem 1995 roku ich syn Michal został uprowadzony przez funkcjonariuszy służb specjalnych do Austrii.